# Tai Abed
Tai Abed (Hebreeuws: תאי עבד) (Tel Aviv, 3 augustus 2004) is een Israëlisch voetballer die als vleugelspeler voor Jong PSV speelt.

## Carrière
Abed werd geboren in Tel Aviv en speelde in de jeugd bij Maccabi Tel Aviv en Hapoel Tel Aviv. In 2021 trok hij naar PSV. Hij debuteerde op 14 augustus 2023 voor Jong PSV in de Eerste divisie tegen Telstar. In zijn debuutseizoen scoorde hij vier treffers in vierentwintig competitieduels.